# Ctenophorus femoralis
Espèce
Synonymes
- Amphibolurus femoralis Storr, 1965

Ctenophorus femoralis est une espèce de sauriens de la famille des Agamidae.

## Répartition
Cette espèce est endémique d'Australie-Occidentale. Elle se rencontre dans les environs du golfe d'Exmouth.

## Publication originale
- Storr,  1965 : The Amphibolurus maculatus species-group (Lacertilia: Agamidae) in Western Australia. Journal of The Royal Society of Western Australia, vol. 48, p. 45-54.